# 隠退蔵物資事件
隠退蔵物資事件（いんたいぞうぶっしじけん）は、旧日本軍が戦時中に民間から接収したダイヤモンドなどの貴金属類や軍需物資について、GHQ占領前に処分通達を出し（降伏決定から終戦協定調印まで半月もあった）、大半が行方知れずとなった事件。
その後1947年、この資金が辻嘉六（日本化学産業社長。立憲政友会の後援者の一人で、戦後は日本自由党 (1945-1948)の結成も支援）などを通じて政界に流れていることが分かり、その調査のため衆議院に「不当財産取引調査特別委員会」が置かれた。日本国憲法に規定された国政調査権を活用し、政界・財界の大物を次々と喚問。これが芦田内閣の早期瓦解につながった。
また同年4月16日制定された検察庁法に基づき設置された検察庁には「隠匿退蔵物資事件捜査部」が設置された。のちの東京地方検察庁特別捜査部である。